# Antoine de Cros
Antoine de Cros (né à Richerenche en 1565, mort le 24 février 1630) est un ecclésiastique qui fut évêque de Saint-Paul-Trois-Châteaux de 1599 à 1630.

## Biographie
Antoine de Cros est issu d'une modeste famille de la petite ville de Grignan, il est le fils d'Étienne de Cros et d'Anne Gaume, la sœur de l'évêque local Antoine Gaume (1585-1598). Il semble qu'ils appartenaient tous deux à des lignées clientes de la famille d'Adhémar. Docteur
in utroque jure et ancien avocat à Grignan lors de sa promotion à l'évêché à la disparation prématurée de son oncle il 
devient évêque de Saint-Paul-Trois-Châteaux en juillet 1599 dans l'attente qu'un héritier des comtes de Grignan soit en âge d'occuper le siège épiscopal .
En 1615-1617 il a des démêlés avec l'abbé de Aiguebelle, Marc de La Salle (1609-1619), qui est contraint de résigner son bénéfice ecclésiastique au faveur de François Adhémar de Monteil, le Pape s'y oppose et la famille de Grignan doit patienter jusqu'en 1630 pour recevoir la commende, après le décès d'Antoine de Cros mort le 24 février 1630,  quand François Adhémar de Monteil lui succède sur le siège épiscopal.